# 傑拉角

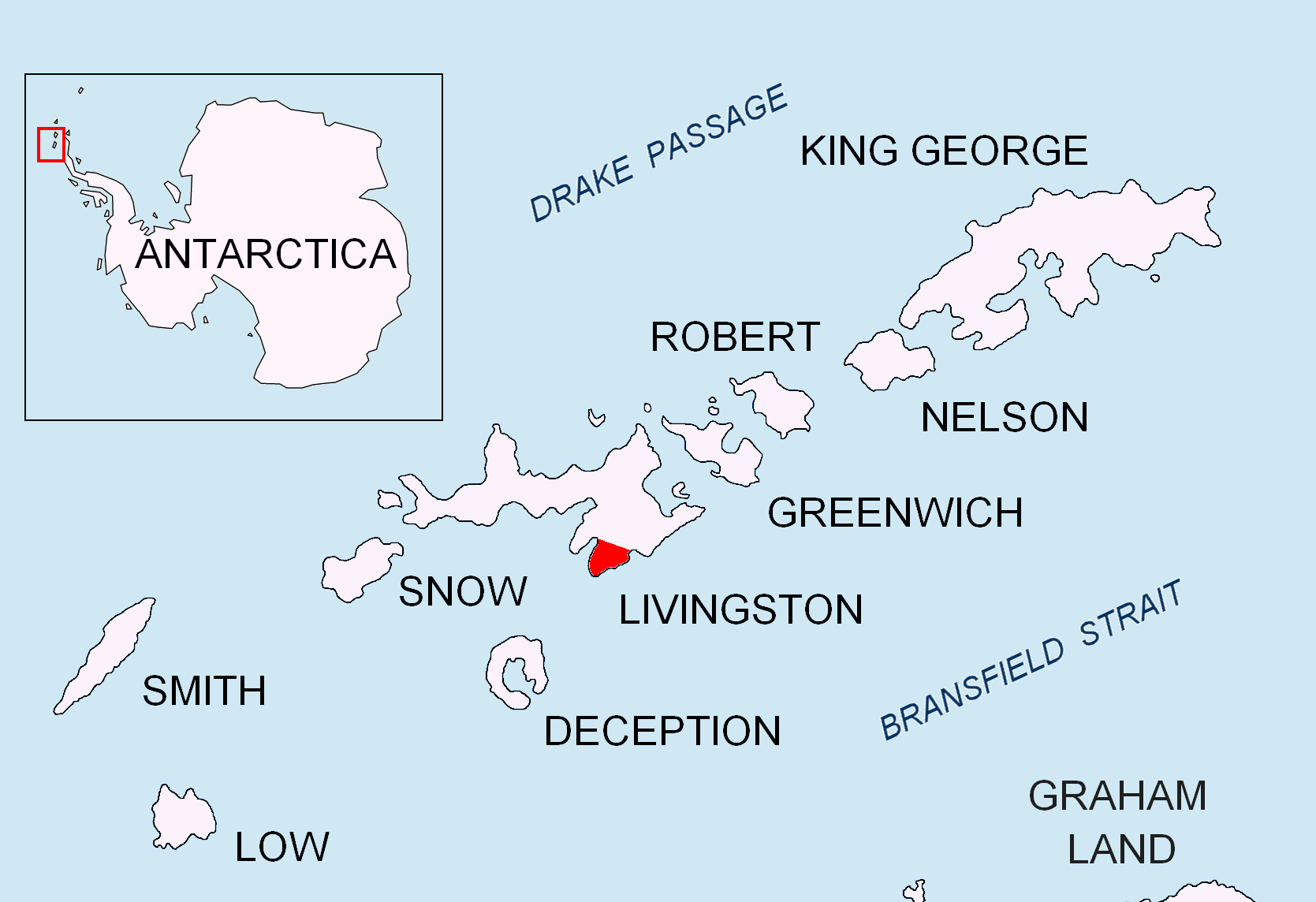

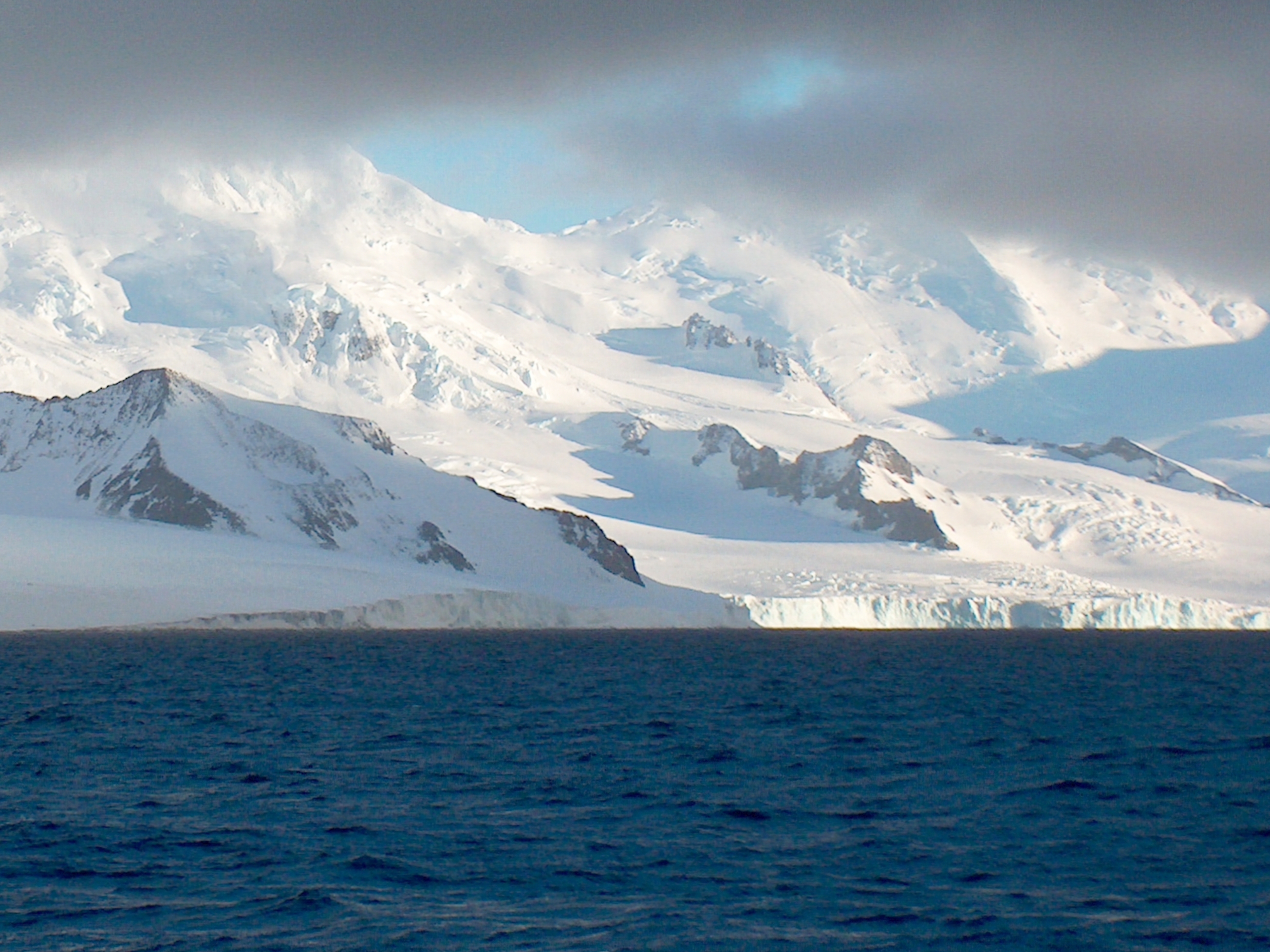

傑拉角是南極洲的海岬，位於南設得蘭群島中利文斯頓島的羅任半島，處於博特夫角東北面5.1公里、揚博爾峰東南面0.7公里和塞繆爾峰西南面4.1公里。
62°44′30″S 60°13′28″W / 62.74167°S 60.22444°W

## 外部連結
- SCAR Composite Gazetteer of Antarctica（页面存档备份，存于）.